# Sejm Czteroletni

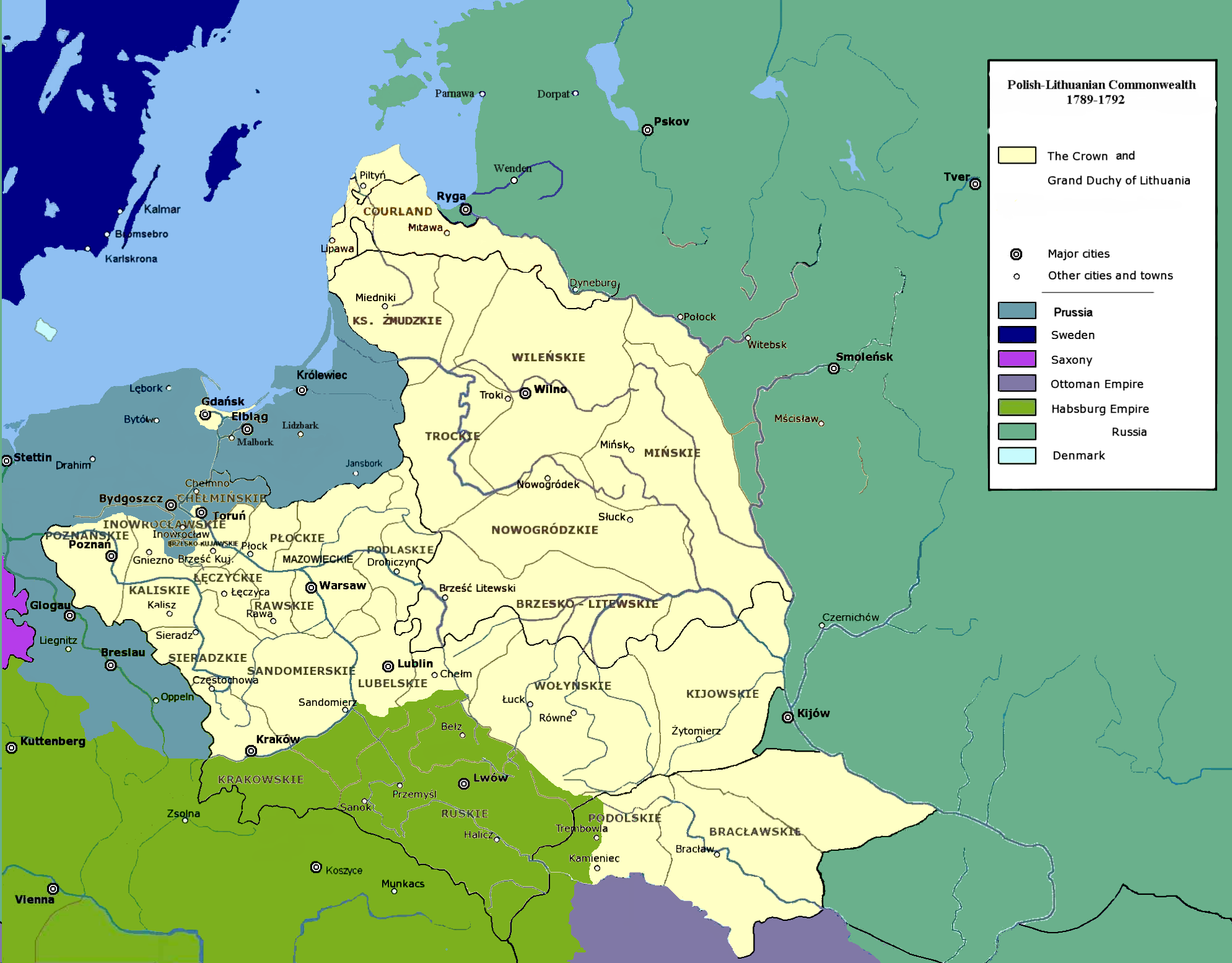
Rzeczpospolita w latach 1789–1792, po zrzuceniu protektoratu rosyjskiego

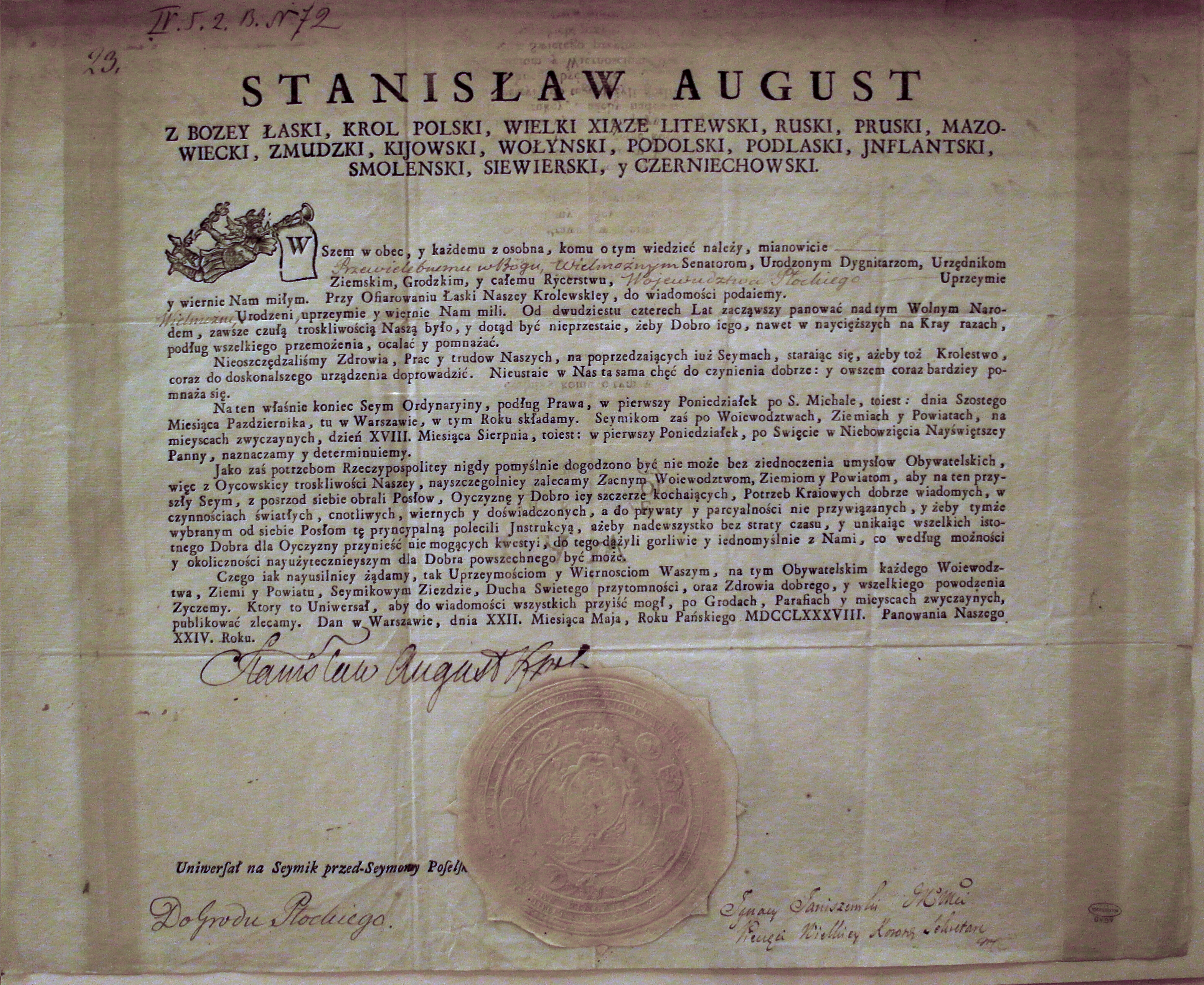
Uniwersał królewski zwołujący Sejm do Warszawy na 6 listopada 1788 roku i wyznaczający termin sejmików przedsejmowych na 18 sierpnia 1788 roku

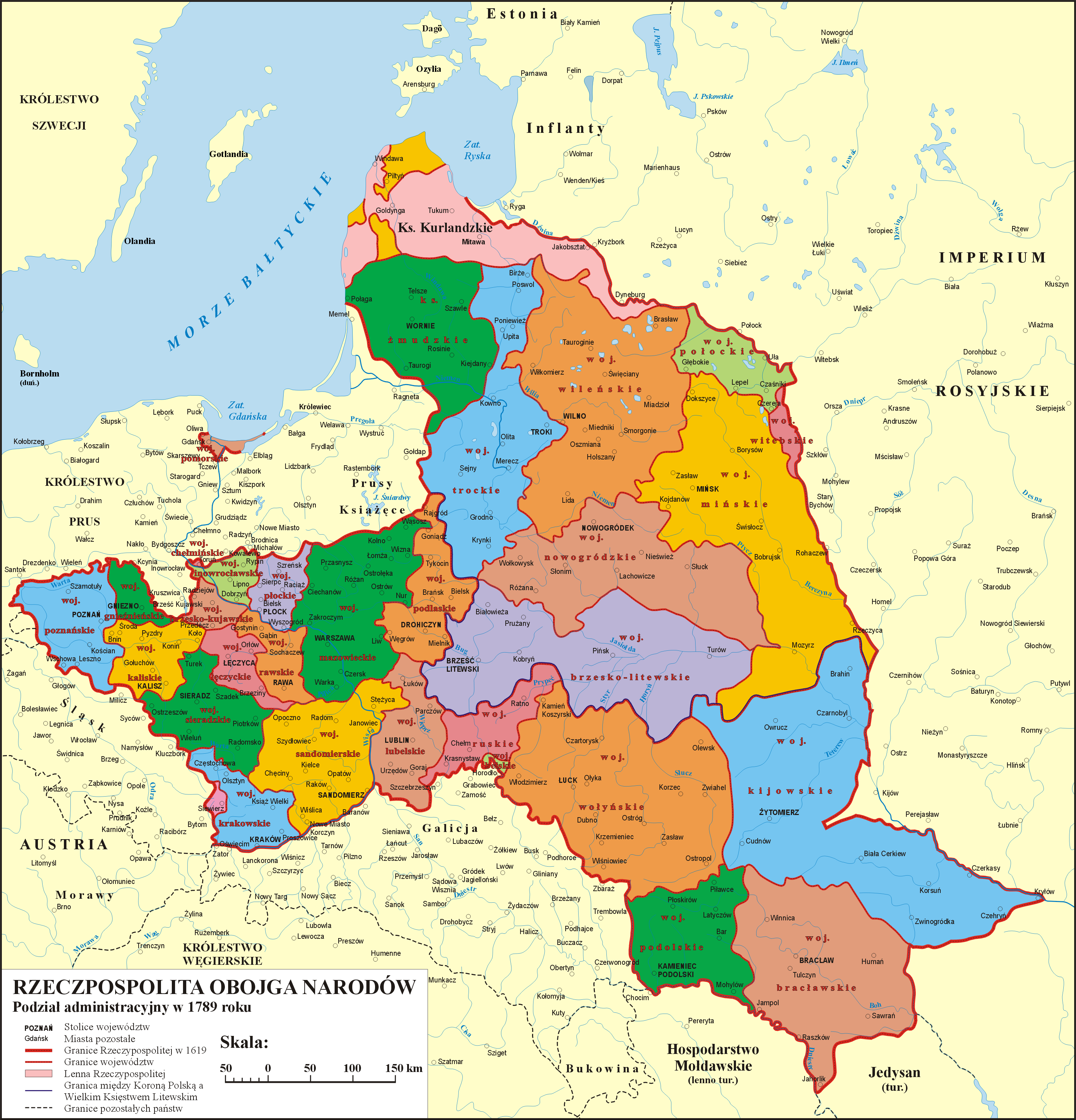
Podział terytorialny Rzeczypospolitej Obojga Narodów w czasie trwania Sejmu Czteroletniego

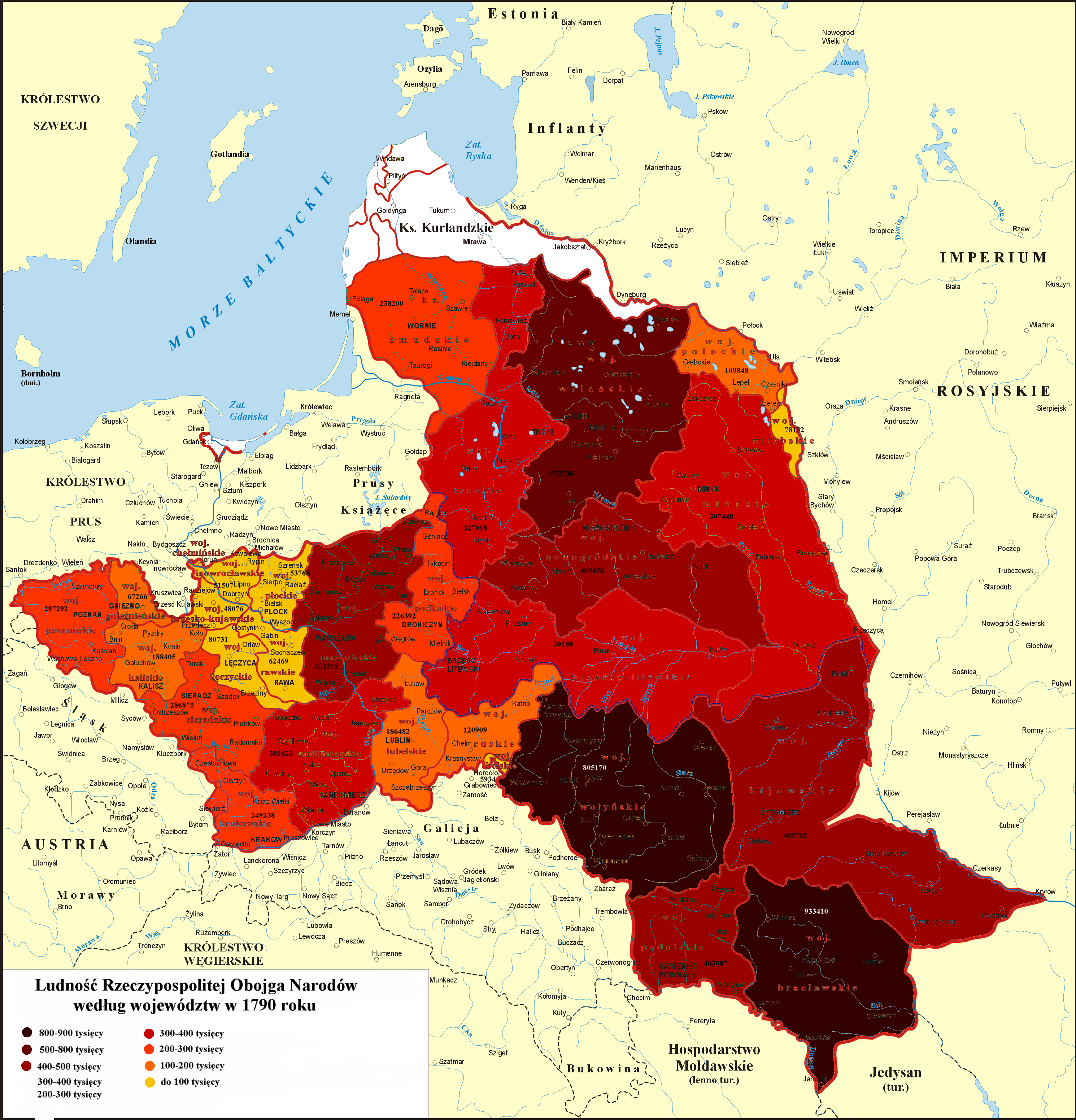
Liczba ludności w województwach I Rzeczypospolitej, według spisu statystycznego Fryderyka Moszyńskiego z 1789 roku, uchwalonego przez Sejm Czteroletni dla ściągnięcia podatków na powiększoną armię, podana w tabeli w 1790 roku

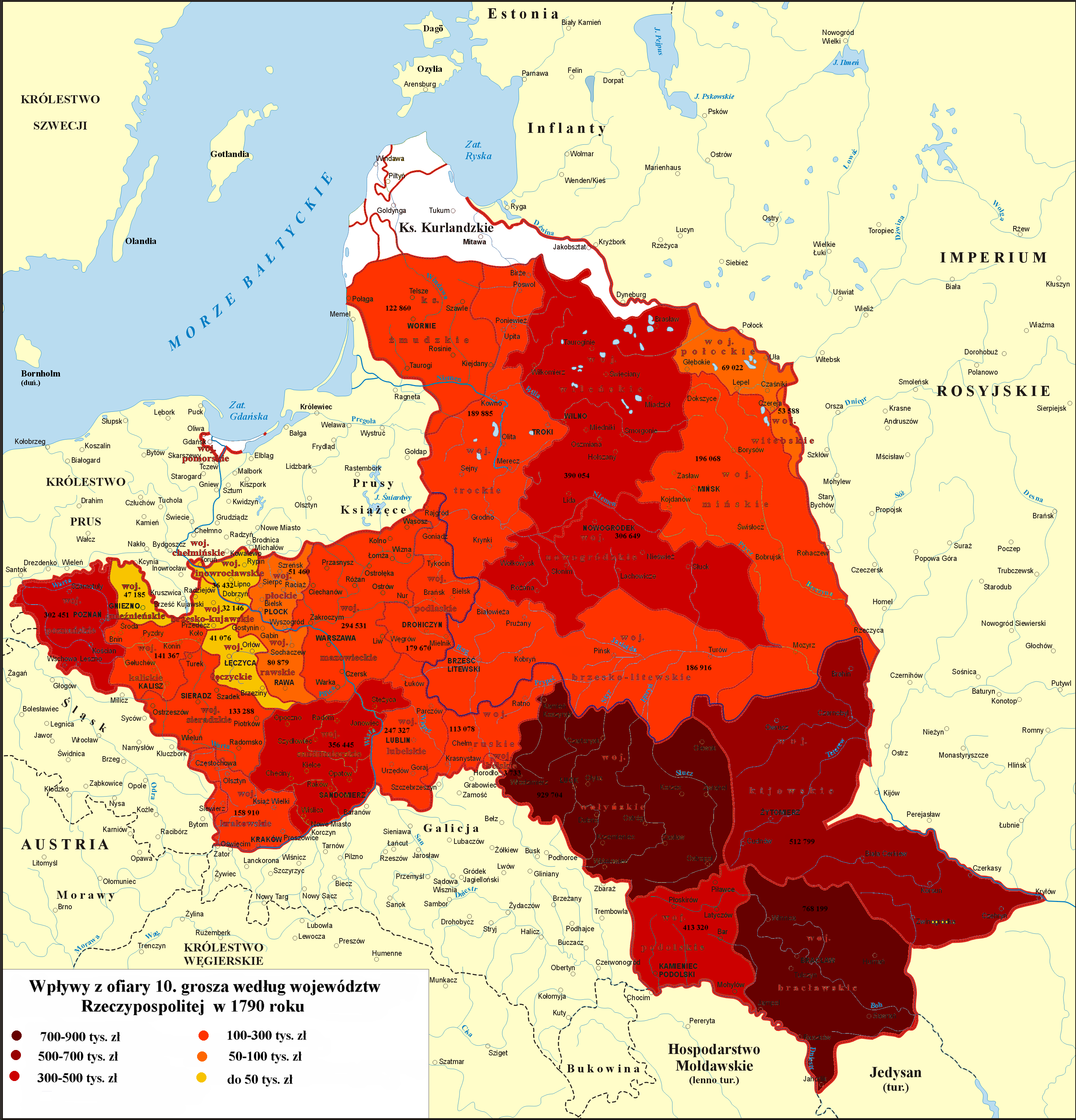
Wysokość ofiary 10 grosza według województw Rzeczypospolitej, oparta na tabeli Fryderyka Józefa Moszyńskiego z 1790 roku

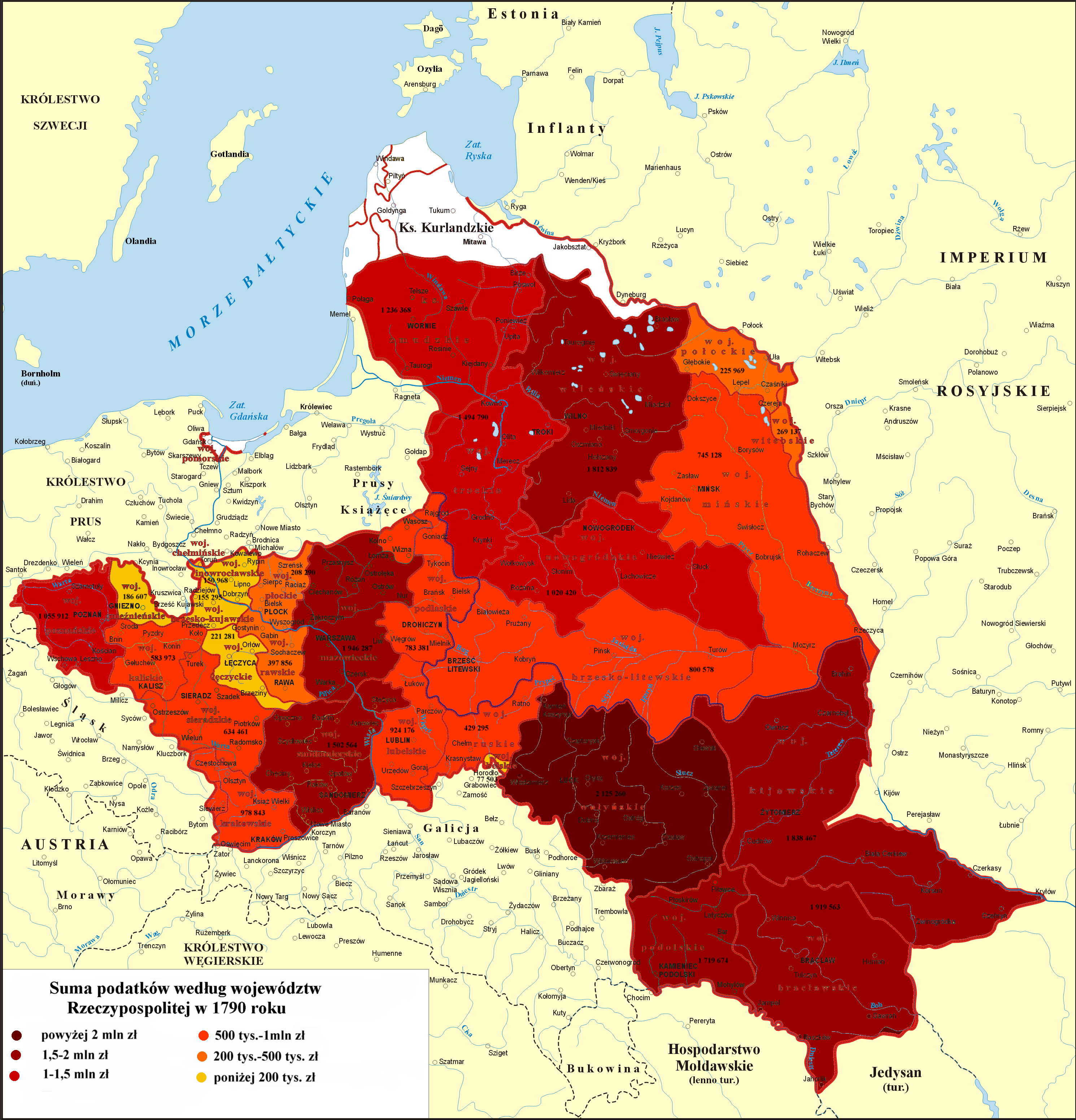
Suma wszystkich podatków według województw Rzeczypospolitej, według tabeli Fryderyka Józefa Moszyńskiego z 1790 roku

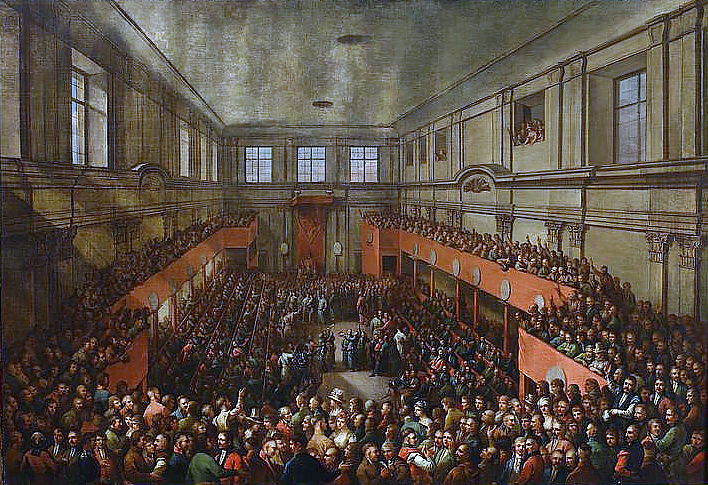
Uchwalenie Konstytucji 3 Maja przez Sejm Czteroletni; malował Kazimierz Wojniakowski w 1806 r.

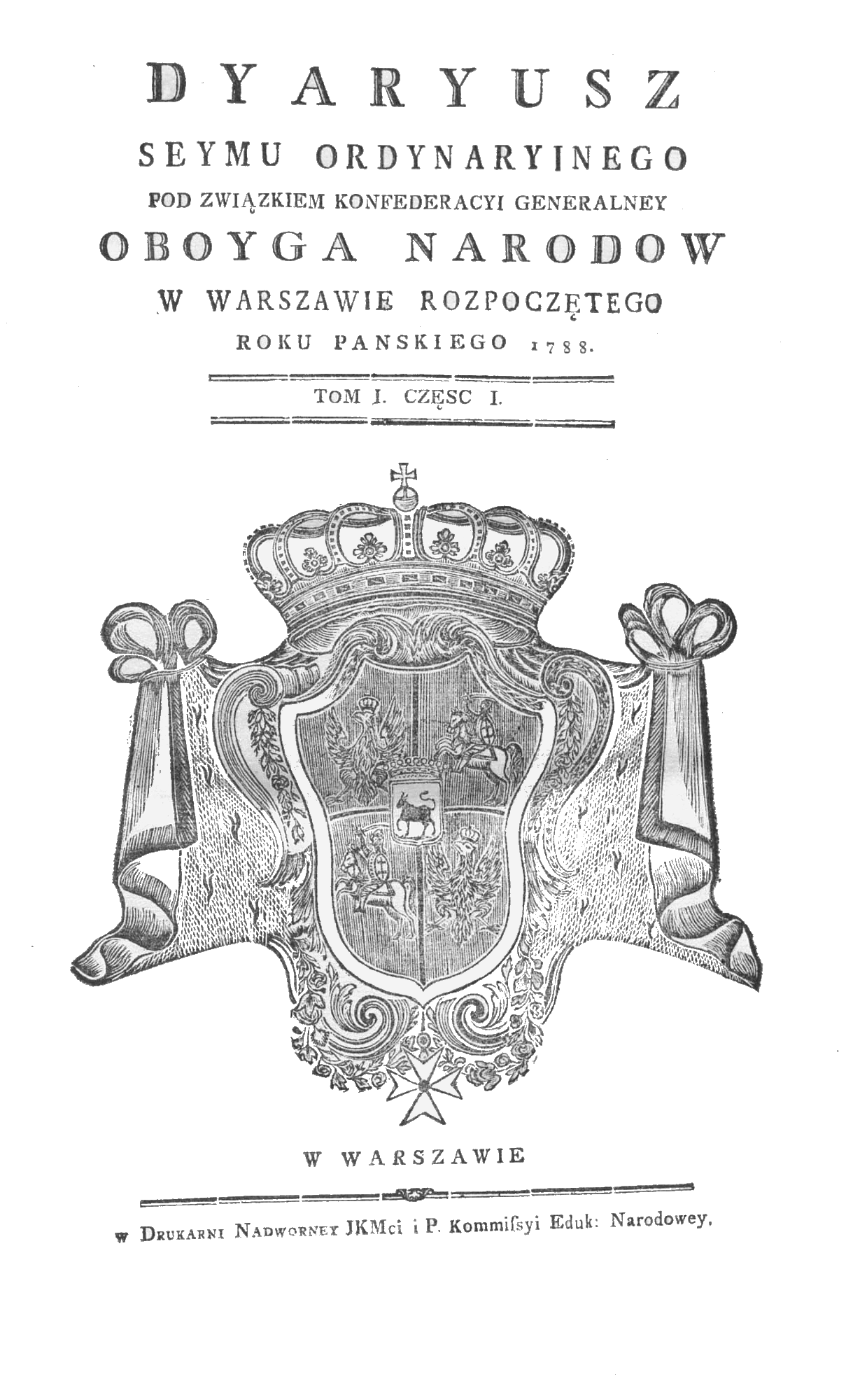
Diariusz Sejmu 1788

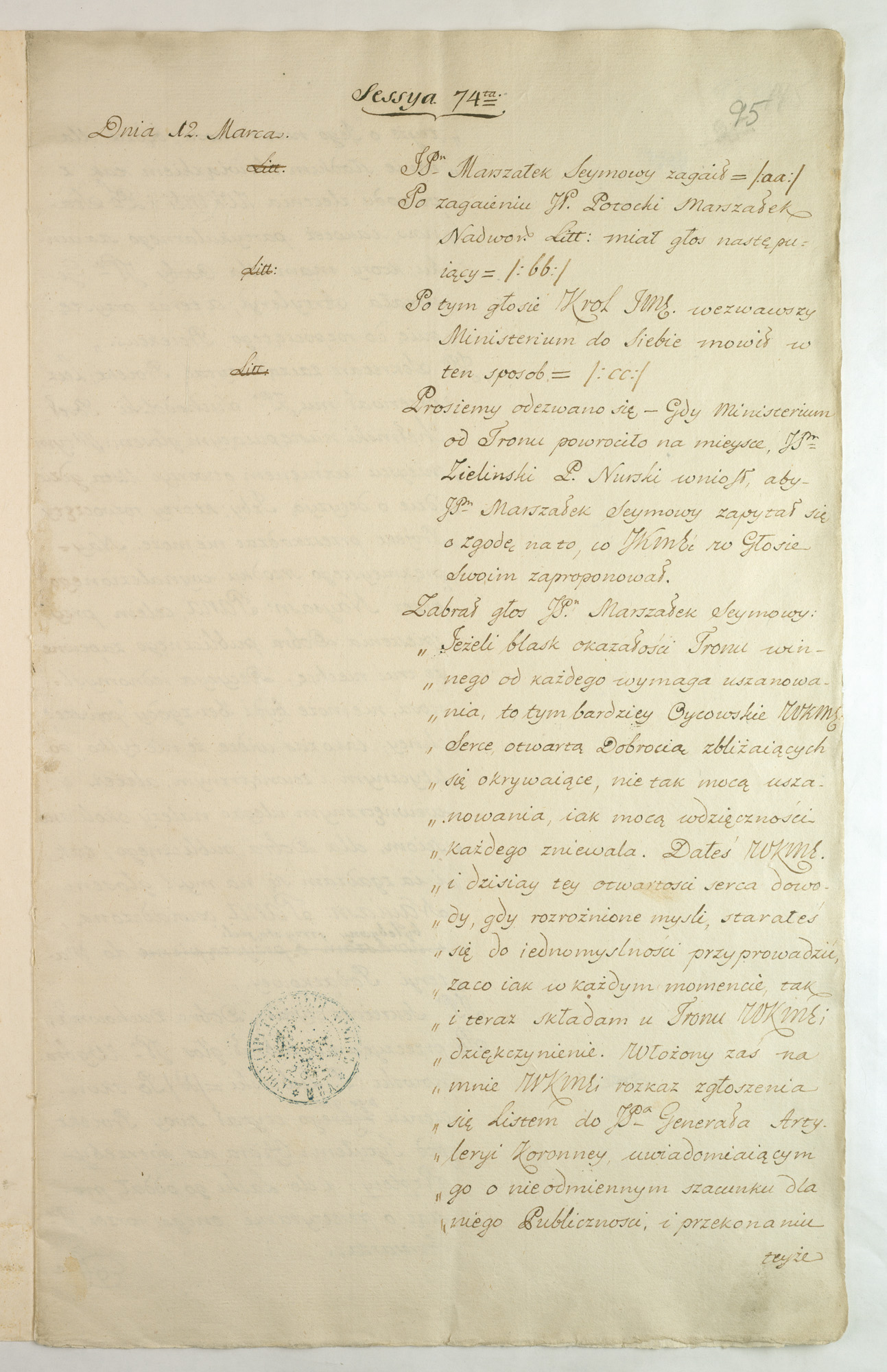
Strona z diariusza Sejmu Czteroletniego, przechowywanego w Archiwum Głównym Akt Dawnych

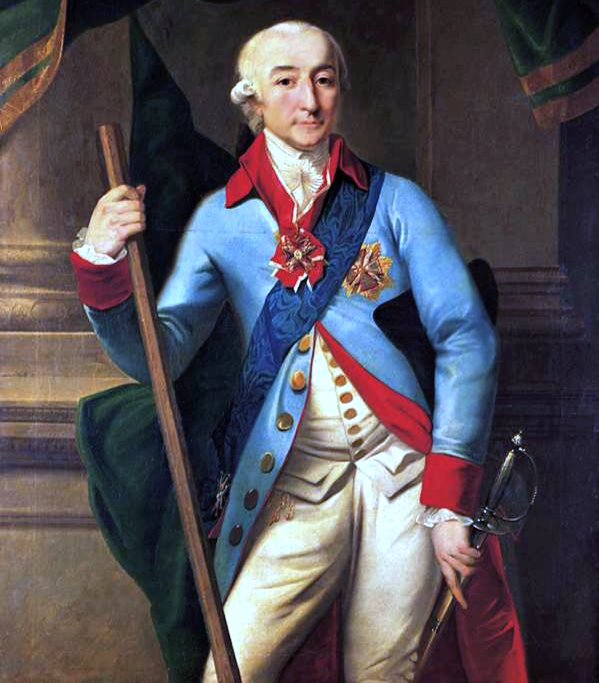
Marszałek konfederacji Korony Królestwa Polskiego i marszałek Sejmu Czteroletniego Stanisław Małachowski

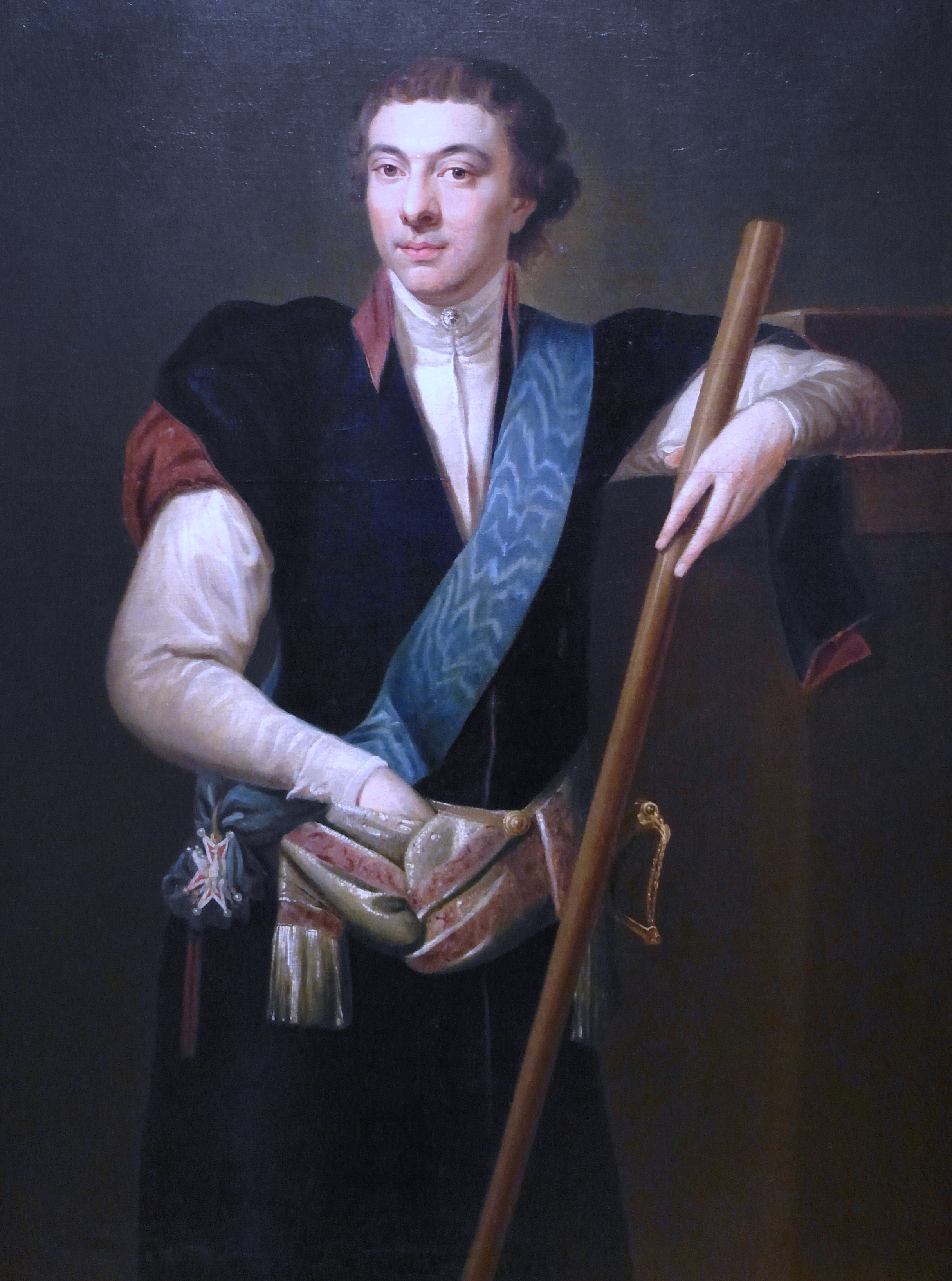
Marszałek konfederacji Wielkiego Księstwa Litewskiego Kazimierz Nestor Sapieha, obraz pędzla Józefa Peszki z ok. 1791 roku

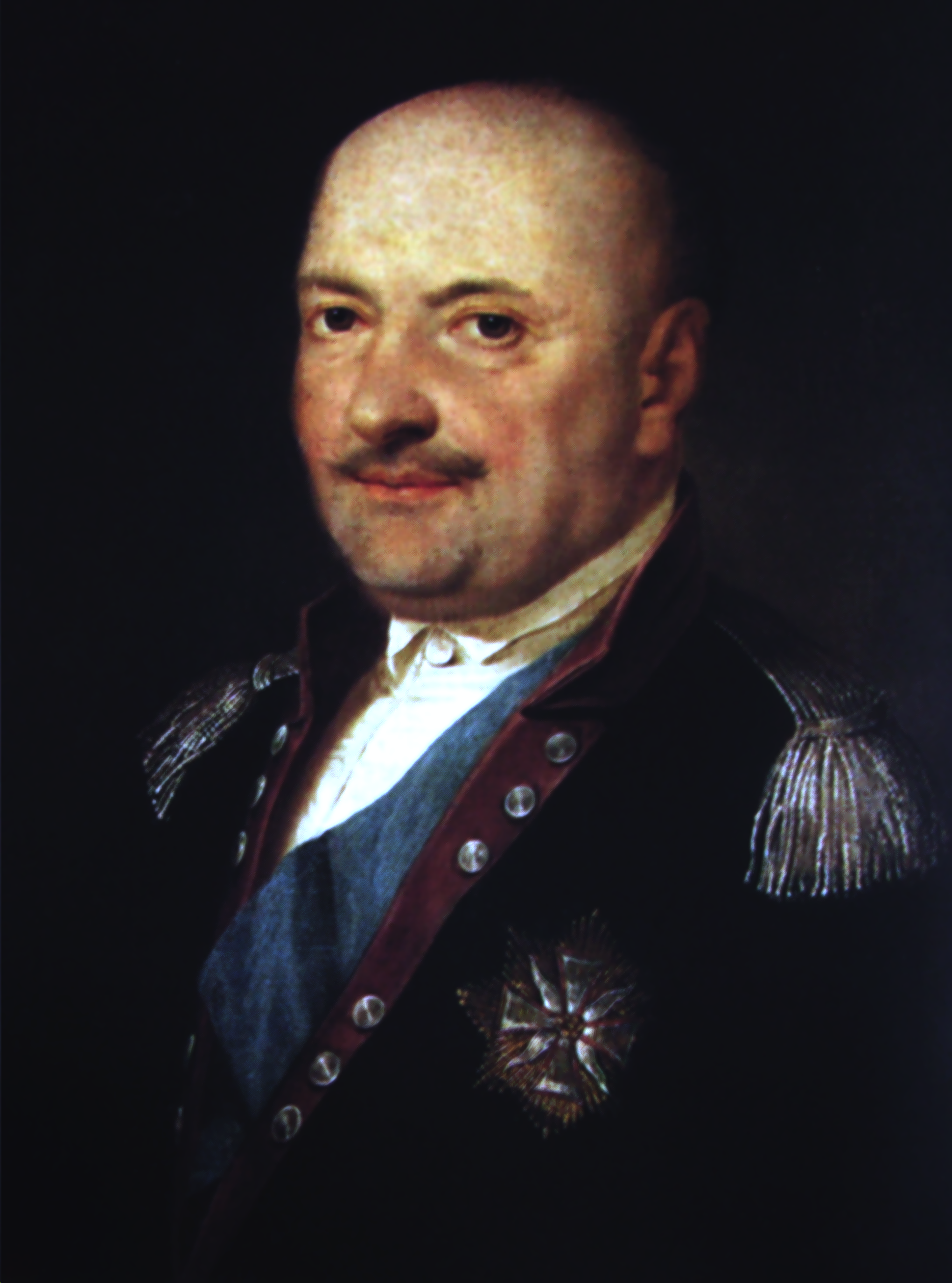
Michał Walewski, wojewoda sieradzki złożył na Sejmie Czteroletnim przyjęty przez aklamację projekt powiększenia armii do 100 tysięcy

Sejm Czteroletni, Sejm Wielki – sejm walny zwołany 6 października 1788 za zgodą cesarzowej Rosji Katarzyny II w Warszawie, obradujący do 29 maja 1792 pod węzłem konfederacji pod laską marszałka konfederacji koronnej Stanisława Małachowskiego. Od grudnia 1790 roku obradował w podwojonym składzie.
Kolejny sejm, aktem oblatowanym w Grodnie 23 listopada 1793 roku, uznał Sejm Czteroletni za niebyły i uchylił wszystkie ustanowione na nim akty prawne.

## Tło międzynarodowe
Od 1768 roku Rzeczpospolita Obojga Narodów była nieprzerwanie protektoratem Imperium Rosyjskiego, które mocą odnowionego w 1775 traktatu gwarancyjnego zapewniało nienaruszalność ustroju państwa polskiego. W 1787 roku Rosja została zaatakowana przez Imperium Osmańskie, wybuchła wojna rosyjsko-turecka. U jej boku przeciwko Turcji wystąpiła Austria. Katarzyna II rozpoczęła starania o pomoc zbrojną Rzeczypospolitej przeciw Turcji, formalnie zgadzając się na wystawienie przez Rzeczpospolitą 12 tys. korpusu posiłkowego, opłacanego przez Rosję, na wzmocnienie władzy królewskiej, przywileje handlowe i zdobycze pomiędzy Dniestrem i Seretem. Te działania spotkały się z ostrym sprzeciwem Prus i wspierającego je Królestwa Wielkiej Brytanii, zagrożonego opanowaniem przez Rosję cieśnin czarnomorskich. Prusy próbowały wciągnąć Rzeczpospolitą do sojuszu z Wielką Brytanią i Holandią by odciągnąć ją od aliansu z Rosją. 21 maja 1788 roku Rosja złożyła Austrii deklarację, w której w razie wysunięcia roszczeń terytorialnych wobec Rzeczypospolitej przez Prusy obiecała daleko idące współdziałanie, nie wykluczając akcji militarnej. Rozpoczęta w 1788 roku wojna rosyjsko-szwedzka osłabiła i tak nieprzygotowaną do prowadzenia działań militarnych na dwóch frontach Rosję i przyspieszyła zabiegi obu stron wobec Rzeczypospolitej.

## Tło wewnętrzne
W Rzeczypospolitej powstało kilka stronnictw, różniących się programem politycznym i strategią realizacji celów.
Stronnictwo dworskie (królewskie) – skupione przy królu Stanisławie Auguście Poniatowskim, grupujące m.in. jego braci i synowców zmierzało do wzmocnienia władzy rządowej w najściślejszym sojuszu z Rosją. Zamierzało ulepszyć administrację, podnieść przemysł, dopuścić mieszczan do udziału w życiu publicznym, chłopom zapewnić opiekę rządu. W celu realizacji tych planów dążyło do zawarcia z Rosją sojuszu zaczepno-odpornego.
Stronnictwo rosyjskie rozpadło się na dwa odłamy: jeden zrzeszał ludzi ślepo oddanych Rosji i pobierających od niej pensję, drugi w oparciu o Rosję chciał utrzymać republikancką formę rządu i z pomocą Rosji chciał przeszkodzić wzmocnieniu władzy królewskiej.
Stronnictwo magnacko-republikanckie Stanisława Szczęsnego Potockiego przeciwne było zależności Rzeczypospolitej od innych państw, zmierzało do przekształcenia jej w republikę na wzór Stanów Zjednoczonych. Wyznawało zasadę wiecznego bezkrólewia, co zapewniłoby w państwie przewagę magnaterii.
Stronnictwo hetmańskie Franciszka Ksawerego Branickiego, pozostające od 1776 roku w ciągłej opozycji do dworu, dążyło do przywrócenia dawnych urządzeń ustrojowych, szczególnie osłabionej władzy hetmanów. Głosiło potrzebę powiększenia stanu liczebnego wojsk Rzeczypospolitej oraz zachowanie jej niezależności.
Stronnictwo Patriotyczne, grupujące zwolenników wzmocnienia i niezależności państwa, rozpadało się na 4 frakcje:
- ziemiańsko-republikancka – pragnęła wzmocnić Rzeczpospolitą przez ustanowienie dobrego rządu, ale przy zachowaniu wolności i wszystkich prerogatyw stanu szlacheckiego, w tym wolnej elekcji. Jej przedstawicielami byli m.in.: Wojciech Walerian Suchodolski, Tadeusz Korsak i posłowie wołyńscy
- umiarkowana – grupowała zwolenników wprowadzenia dziedziczności tronu i przemienienia Rzeczypospolitej w monarchię konstytucyjną na wzór angielski przy zawiązaniu przez Rzeczpospolitą sojuszy z innymi państwami. Członkami jej byli m.in.: Stanisław Małachowski, Stanisław Kostka Potocki, Ignacy Potocki, Adam Jerzy Czartoryski, Adam Kazimierz Czartoryski, biskupi Adam Stanisław Krasiński i Józef Ignacy Rybiński
- postępowa – należeli do niej zwolennicy złamania potęgi magnaterii, wzmocnienia rządu, dopuszczenia miast do udziału w ustawodawstwie i wyjęcia chłopów spod władzy panów, opowiadała się za monarchią dziedziczną i sejmem stałym. Jej członkami byli m.in.: posłowie inflanccy: Julian Ursyn Niemcewicz, Józef Weyssenhoff, Stanisław Kublicki
- radykalna – jej przedstawiciele głosili całkowite równouprawnienie obywateli Rzeczypospolitej, wolność sumienia, opowiadali się za monarchią dziedziczną i sejmem stałym. Przywódcą frakcji był Hugo Kołłątaj.

Wszystkie te ugrupowania w trakcie obrad Sejmu Czteroletniego zmieniały swoje stanowisko, łącząc się ze sobą i rozdzielając. Przed otwarciem sejmu ukształtowały się 3 obozy polityczne: stronnictwo rosyjskie, opowiadające się za zachowaniem rosyjskiej gwarancji ustroju Rzeczypospolitej, stronnictwo dworskie, pragnące zmienić gwarancję na sojusz zaczepno-odporny z Rosją oraz stronnictwo antyrosyjskie, dążące do zrzucenia gwarancji rosyjskiej i do zawarcia przymierza z przeciwnikami Rosji.

### Zawiązanie konfederacji generalnej w sejmie wolnym
Zmiany ustrojowe zamierzano przeprowadzić na sejmie, który obradując pod węzłem konfederacji uchroniony byłby od zerwania. Projekt ten popierał ambasador rosyjski Otto Magnus von Stackelberg, któremu zależało na przeprowadzeniu przez sejm polsko-rosyjskiego sojuszu zaczepno-odpornego. Stanisław Szczęsny Potocki i Jan Suchorzewski opowiadali się za zawiązaniem konfederacji wojewódzkich, które utworzyłyby konfederację generalną. Król i Stackelberg byli za zawiązaniem konfederacji w Radzie Nieustającej, tak jak w 1776 roku. Stronnictwo Patriotyczne podało zrealizowany projekt zawiązania konfederacji w sejmie przez trzy stany sejmujące.
6 października 1788 roku został otwarty sejm wolny pod starą laską posła poznańskiego Franciszka Antoniego Kwileckiego, który zastępował marszałka starej laski Stanisława Kostkę Gadomskiego. 7 października na drugiej sesji sejmowej zawiązano konfederację generalną przy zachowaniu wszystkich praw, ubezpieczających świętą wiarę katolicką, całość Rzeczypospolitej, rząd wolny republikancki, wszystkie prerogatywy tronu i magistratur. Wprowadzono głosowanie tajne, które miano stosować po głosowaniu jawnym, na żądanie nawet jednego posła. Dawało to wolną rękę posłom i senatorom, którzy w głosowaniu jawnym nie chcieli się narażać królowi i Stackelbergowi.
Chwilowe wzmocnienie militarne Rzeczypospolitej leżało w interesie Rosji. Rosjanie nie przewidzieli jedynie, że zgadzając się na zmianę stanu liczebnego wojsk polskich, ustalonego jeszcze decyzją sejmu niemego w 1717 roku, spowodują próbę podważenia rosyjskiego protektoratu nad państwem polskim.

### Prace Sejmu Czteroletniego
Król Stanisław August Poniatowski, działając w porozumieniu z ambasadorem rosyjskim Otto Magnusem von Stackelbergiem przedłożył na sejmie projekt sojuszu polsko-rosyjskiego skierowanego przeciwko Turcji.
13 października 1788 roku odczytano na posiedzeniu sejmu deklarację posła pruskiego Ludwiga Heinricha Buchholtza, w której przestrzegał on zgromadzonych przed wiązaniem się sojuszem wojskowym z Rosją przeciwko Turcji, ofiarując w zamian przymierze polsko-pruskie, gwarantujące całość i niepodległość Rzeczypospolitej, pozostawiając Polakom wolną rękę w dziele reform wewnętrznych kraju. Pozycja króla broniącego orientacji prorosyjskiej stawała się coraz bardziej trudna. Wielu posłów przechodziło do opozycji, czyli stronnictwa patriotycznego, które pod hasłami emancypacji zjednało sobie opinię publiczną. Deklaracja pruska wywołała piorunujące wrażenie na posłach, a król natychmiast wycofał swój projekt.
20 października wojewoda sieradzki Michał Walewski zgłosił projekt aukcji wojska do 100 tys., który został przyjęty przez aklamację.
3 listopada sejm skasował Departament Wojskowy Rady Nieustającej i powołał w jego miejsce Komisję Wojskową Obojga Narodów.
5 listopada gdy działacze opozycji wystąpili z projektem sejmu ustawicznego Stackelberg wystąpił z ostrzeżeniem, iż dalsze naruszanie gwarantowanego przez Rosję ustroju poczyta ona za zerwanie przyjaźni a król daremnie ostrzegał przed katastrofalnymi dla Polski skutkami zerwania z Rosją. Stanisław August próbował nakłonić Stackelberga i bardziej umiarkowanych przywódców opozycji do podjęcia negocjacji nad modyfikacją gwarancji, co pozwoliłoby przeprowadzić niektóre reformy.
20 listopada odczytano w sejmie nową deklarację pruską, głoszącą, że król Fryderyk Wilhelm II gotów jest bronić niepodległości Polski i jej prawa do decydowania w sprawach wewnętrznych.
9 grudnia skasowano Departament Interesów Cudzoziemskich Rady Nieustającej, który był instrumentem kontroli polityki zagranicznej Rzeczypospolitej przez Rosję. 18 grudnia 1788 roku po utworzeniu Deputacji do ułożenia instrukcji urodzonym posłom za granicę i dozoru negocjacji z dworami zagranicznymi, sejm przejął oficjalnie ster polskiej polityki zagranicznej i nadzór nad działalnością polskiej służby dyplomatycznej.
19 stycznia 1789 sejm zniósł samą Radę Nieustającą, która w ręku ambasadora rosyjskiego stała się de facto władzą nadrzędną nad królem. W wyniku czego na trzy lata władzą naczelną stał się wyłącznie Sejm, co było równoznaczne z odzyskaniem przez Rzeczpospolitą niezależności i likwidacją protektoratu rosyjskiego.
W maju Rosja, znajdując się pod stałą i silną presją Prus zmuszona była wypełnić uchwałę Sejmu Czteroletniego o ewakuacji wojsk rosyjskich i ich magazynów z terytorium Rzeczypospolitej.
22 czerwca 1789 Sejm uchwalił konstytucję Lustracja dymów i podanie ludności, proklamującą pierwszy spis statystyczny ludności.
7 września 1789 sejm wyłonił Deputację do Formy Rządu, kierowaną przez biskupa kamienieckiego Adama Stanisława Krasińskiego, do zadań której należało opracowanie projektu zmiany ustroju Rzeczypospolitej.
Od 1790 główną rolę w sejmie sprawował król i powiązany z nim obóz reformatorski. Powołał on liczne komisje, które zajęły się sprawami finansowymi, gospodarki i wojskowości.
Wybory poselskie odbyły się 16 listopada 1790, a nowo uformowany Sejm zainaugurował obrady 15 grudnia tegoż roku.
26 marca 1790 sejm uchwalił tzw. podatek dochodowy dziesiątego grosza na utrzymanie armii, płacony z dóbr szlacheckich i w podwójnej wysokości z dóbr kościelnych. Jego wysokość pozwoliła jedynie na utrzymanie 46 tys. wojska. Był to jednak niewątpliwy postęp wobec stałego oporu szlachty do nakładania na siebie kolejnych obciążeń fiskalnych.

### Przymierze polsko-pruskie
29 marca 1790 podpisano sojusz zaczepno-odporny z Prusami, które zobowiązywały się przyjść z pomocą Rzeczypospolitej w razie jej zaatakowania przez Rosję. Oznaczało to formalne uniezależnienie się polityki polskiej od wpływu Rosji.
6 września 1790 Sejm podjął uchwałę zakazującą jakiejkolwiek cesji terytorium Rzeczypospolitej, przekreślając tym samym możliwość odstąpienia miast pomorskich Prusom i unicestwiając plan zamienny Ewalda Friedricha von Hertzberga.

### Przywrócenie władzy rozdawniczej królowi
13 września 1790 roku Sejm Czteroletni podjął uchwałę o przywróceniu królowi prawa do nadawania urzędów, które odebrano mu w 1775 roku.

### Prawo o miastach
18 kwietnia 1791 sejm uchwalił prawo o miastach, przyznające prawa publiczne mieszkańcom miast królewskich.

### Konstytucja 3 maja
Głównym jednak dziełem Sejmu Wielkiego było uchwalenie w dniu 3 maja 1791 nowej Konstytucji ustrojowej. Wprowadzała ona podział władzy na ustawodawczą, wykonawczą i sądowniczą, zwiększyła uprawnienia mieszczan, zapowiadała poprawę doli warstwy chłopskiej, zlikwidowała konfederacje i liberum veto w Sejmie, ograniczyła prawa polityczne gołoty szlacheckiej. Ustalała też, że po Stanisławie Auguście Poniatowskim, dziedzicznym królem Polski miał zostać elektor saski Fryderyk August, wnuk Augusta III.
Nowa konstytucja zmieniła ustrój Rzeczypospolitej z monarchii parlamentarnej na monarchię konstytucyjną. 2 maja dla poparcia reform, wprowadzonych przez nową konstytucję, powstało Zgromadzenie Przyjaciół Konstytucji Rządowej, które zajęło się przeprowadzaniem w sejmie wielu przepisów szczegółowych, uzupełniających dokonaną zmianę ustroju. Ostatecznie Sejm Wielki trwał do 29 maja 1792, a Konstytucja 3 Maja utrzymała się 14 miesięcy i 3 tygodnie. Obalona została przez konfederację targowicką i zbrojną interwencję Rosji w czasie wojny polsko-rosyjskiej w 1792 roku.

### Zaręczenie Wzajemne Obojga Narodów
20 października 1791 sejm uchwalił przepisy szczegółowe do Konstytucji 3 maja pod nazwą Zaręczenia Wzajemnego Obojga Narodów. Mocą tego aktu ustanowiono wspólny zarząd nad wojskiem i skarbem Korony Polskiej i Wielkiego Księstwa Litewskiego, zapewniając szlachcie Wielkiego Księstwa Litewskiego równy udział w organach władzy centralnej.

### Wojna polsko-rosyjska 1792
Po wkroczeniu w granice Rzeczypospolitej wojsk rosyjskich Sejm Czteroletni powierzył Stanisławowi Augustowi naczelne dowództwo nad armią i 29 maja 1792 roku zalimitował swoje obrady.